# Gerald Seymour
Pour les articles homonymes, voir Seymour.
Gerald Seymour, né le 25 novembre 1941 à Guildford (Surrey), est un écrivain britannique, auteur de romans policiers et d'espionnage.

## Œuvre
- 1975 : Harry's Game